# Medaile za statečnost (Moldavsko)
Medaile za statečnost (moldavsky: Medalia „Pentru Vitejie“) je státní vyznamenání Moldavské republiky. V hierarchii moldavských medailí se nachází na druhém místě za Vojenskou záslužnou medailí.

## Historie a pravidla udílení
Medaile byla založena parlamentem Moldavské republiky dne 30. července 1992 zákonem č. 1123. Udílena je za hrdinství a odvahu při záchraně života, při zachovávání práva a pořádku, při boji proti zločinu, při odstraňování následků přírodních katastrof či za jiných mimořádných okolností.

## Popis medaile
Medaile kulatého tvaru o průměru 30 mm je vyrobena z mosazi. Na přední straně je vyražena hvězda na jejíchž hranách jsou orli s roztaženými křídly. Uprostřed hvězdy je medailon s nápisem PENTRU VITEJIE (za statečnost). Ke stuze je medaile připojena pomocí přechodového prvku v podobě zkřížených vavřínových ratolestí.
Stuha široká 25 mm sestává z úzkého proužku žluté barvy uprostřed, na který symetricky z obou stran přiléhají následující proužky: proužek červené barvy, úzký bílý proužek, širší modrý pruh a proužek žluté barvy při okraji.